# チャールズ・コバーン
チャールズ・コバーン（Charles Coburn, 1877年6月19日 - 1961年8月30日）は、アメリカ合衆国の俳優。『The More the Merrier』（1943年、日本劇場未公開）で第16回アカデミー賞の助演男優賞を受賞している。片眼鏡で知られるが、これは伊達眼鏡ではなく、実際に目が悪かったからである。ハリウッド・ウォーク・オブ・フェームに名前が刻まれている。

## 略歴
1877年にジョージア州メイコンのスコットランド系アイルランド人の家庭に生まれ、同州サバンナで育つ。地元の劇場でドアマンなどの仕事をした後、10代後半で劇場の支配人になる。その後俳優になり、1901年にブロードウェイデビューする。
1905年に女優アイヴァー・ウィリスと劇団を立ち上げ、翌年彼女と結婚する。1937年に妻アイヴァーが亡くなると、ロサンゼルスに移り、映画の仕事を始める。
1941年の『The Devil and Miss Jones』（日本劇場未公開）で第14回アカデミー賞の助演男優賞にノミネート。1943年の『The More the Merrier』（日本劇場未公開）で第16回アカデミー賞の助演男優賞を受賞。1946年の『育ちゆく年』で第19回アカデミー賞の助演男優賞にノミネート。1950年代以降はテレビドラマにも出演するようになる。
1959年にオペラ歌手オスカー・ナツカ（en:Oscar Natzka）の未亡人（1951年に死別）ウィニフレッド・ナツカと再婚。1921年生まれの彼女とは40歳以上の歳の差があった。
1961年に心筋梗塞で死去。

## 主な出演作品
| 公開年 | 邦題 原題                                     | 役名                                   | 備考                      |
| ------ | --------------------------------------------- | -------------------------------------- | ------------------------- |
| 1938   | モーガン先生のロマンス Vivacious Lady         | モーガン先生                           |                           |
| 1938   | 海国魂 Lord Jeff                              | ブリッグス船長                         |                           |
| 1939   | 貴方なしでは Made for Each Other              | ジョセフ・M・ドゥーリトル              |                           |
| 1939   | 科学者ベル The Story of Alexander Graham Bell | ガードナー・ハバート                   |                           |
| 1939   | ママは独身 Bachelor Mother                    | J.B. マーリン                          |                           |
| 1939   | スタンレー探検記 Stanley and Livingstone      | タイス卿                               |                           |
| 1940   | シンガポール珍道中 Road to Singapore          | ジョシュア・マローン4世                |                           |
| 1940   | 人間エヂソン Edison, the Man                  | パウエル                               |                           |
| 1941   | レディ・イヴ The Lady Eve                     | ハリントン                             |                           |
| 1941   | The Devil and Miss Jones                      | メリック                               |                           |
| 1942   | 嵐の青春 Kings Row                            | ヘンリー・ゴードン                     |                           |
| 1942   | 追憶の女 In This Our Life                     | ウィリアム                             |                           |
| 1943   | 陽気なルームメイト The More the Merrier       | ベンジャミン・ディングル               | アカデミー助演男優賞 受賞 |
| 1943   | 永遠の処女 The Constant Nymph                 | チャールズ                             |                           |
| 1943   | 天国は待ってくれる Heaven Can Wait            | ヒューゴ・ヴァン・クレーヴ             |                           |
| 1943   | カナリヤ姫 Princess O'Rourke                  | ホルマン                               |                           |
| 1944   | ウィルソン Wilson                             | ヘンリー・ホームズ教授                 |                           |
| 1944   | 再会 Together Again                           | ジョナサン・クランダル・シニア         |                           |
| 1945   | ロイヤル・スキャンダル A Royal Scandal        | ニコライ・イリイチ                     |                           |
| 1945   | アメリカ交響楽 Rhapsody in Blue               | マックス                               |                           |
| 1946   | 育ちゆく年 The Green Years                    | アレクサンドル                         |                           |
| 1947   | 誘拐魔 Lured                                  | ハーリー・テンプル捜査官               |                           |
| 1947   | パラダイン夫人の恋 The Paradine Case          | サイモン                               |                           |
| 1948   | ワイオミングの緑草 Green Grass of Wyoming     | ビーヴァー・グリーンウェイ             |                           |
| 1949   | 狂った殺人計画 Impact                         | トム・クインシー                       |                           |
| 1949   | 傷心の愛 The Doctor and the Girl              | ジョン・コーデイ                       |                           |
| 1949   | 私も貴方も Everybody Does It                  | ブレア                                 |                           |
| 1951   | 追いはぎ The Highwayman                       | ウォルターズ卿                         |                           |
| 1952   | 僕の彼女はどこ? Has Anybody Seen My Gal       | サミュエル・フェルトン／ジョン・スミス |                           |
| 1952   | モンキー・ビジネス Monkey Business            | オリヴァー・オクスリー                 |                           |
| 1953   | 勝負に賭ける男 Trouble Along the Way          | バーク神父                             |                           |
| 1953   | 紳士は金髪がお好き Gentlemen Prefer Blondes   | フランシス（ピギー）・ビークマン卿     |                           |
| 1954   | 指紋なき男 The Long Wait                      | ガーディナー                           |                           |
| 1956   | 八十日間世界一周 Around the World in 80 Days  | 汽船の船員                             |                           |
| 1959   | 大海戦史 John Paul Jones                      | ベンジャミン・フランクリン             |                           |

## 参照
1. 1 2  “Charles Coburn (1877-1961)” (英語).   The New Georgia Encyclopedia. 2013年4月16日閲覧。
2. ↑  “Charles Coburn Collection” (英語).   University of Georgia Libraries - Hargrett Rare Book & Manuscript Library. 2013年4月16日閲覧。